# Formentera
Formentera este insula cea mai mică dintre insulele Baleare, împreună cu insula Ibiza, fac parte din insulele Pituitare (Illes Pitiüses). Insula are o lungime de 19 km, ea este situată în Marea Mediterană la ca. 3 km sud de Ibiza. Localitățile mai importante de pe insulă sunt Sant Francesc Xavier, Sant Ferran de ses Roques, El Pilar de la Mola și La Savina. De pe insula Ibiza se poate ajunge aici numai cu vaporul. Pe cele mai multe ștranduri de pe insulă este admis nudismul.